# THTR-300
THTR-300 (abréviation de l'anglais Thorium high temperature reactor-300) était un réacteur nucléaire à très haute température fonctionnant au thorium ayant une puissance électrique de 300 MWe (THTR-300), localisé dans le land d'Allemagne de Rhénanie-du-Nord-Westphalie, à Hamm-Uentrop, arrondissement de la ville de Hamm. La société privée Hochtemperatur-Kernkraftwerk GmbH (HKG) a financé sa construction.

## Historique
La partie électrique du THTR-300 fut achevée en retard à cause de normes et procédures constamment ajoutées. Sa construction dura de 1970 à 1983. Heinz Riesenhuber, secrétariat fédéral à la recherche, l'inaugura et il entra en fonction le 13 septembre 1983. Il commença à générer de l'électricité le 9 avril 1985, mais ne reçut l'autorisation de l'injecter dans le réseau que le 16 novembre 1985. 
Le 4 mai 1986 le réacteur expérimental de 300 MW libère des gaz radioactifs jusqu'à 2 km de distance à la suite d'une action visant à dégager une conduite d'alimentation de combustible obstruée. Cet incident nucléaire est dissimulé, l'augmentation de la radioactivité ambiante étant attribuée à la catastrophe nucléaire de Tchernobyl du 26 avril 1986. L'ordre de cessation de fonction fut donné le 20 avril 1988.

## Technologie
Le THTR-300 fonctionnait avec un réacteur à lit de boulets. Il utilisait un combustible nucléaire de type TRistructural ISOtropic (TRISO).